# 天主教利摩日教區
天主教利摩日教區（拉丁語：Dioecesis Lemovicensis）是法國一個羅馬天主教教區，屬普瓦捷總教區。
傳統上認為教區於4世紀成立，首位主教是聖馬爾蒂阿。
教區包括克勒茲省和上維埃納省，2004年有教友382,690人（佔轄區總人口80.0%）、九十七個堂區、126名司鐸。現任教區主教為方濟·卡利斯特。